# Kronberg im Taunus
Kronberg im Taunus là một thị trấn được chính thức công nhận là khu vực nghỉ mát thuộc huyện Hochtaunuskreis, Hessen, Đức và là một phần của khu đô thị Frankfurt Rhein-Main. Nó có tên từ thành trì Kronberg, từ năm 1220 đến năm 1704, là chỗ cư trú chính thức của nhà hiệp sĩ Kronberg. Trước năm 1866, nó thuộc về Công quốc Nassau; trong năm đó toàn bộ công quốc được sáp nhập vào Phổ. Kronberg nằm ở chân núi Taunus, nằm ở sườn phía bắc và phía tây nam của thành phố là những cánh rừng. Một suối nước khoáng cũng trồi lên trong thị trấn.
Khu vực Vordertaunus, đặc biệt là Kronberg cũng như thành phố bên cạnh Königstein im Taunus nổi tiếng là khu vực cư trú đắt tiền với một số biệt thự. Kronberg được xem là xã giàu thứ ba ở Đức.

## Địa lý

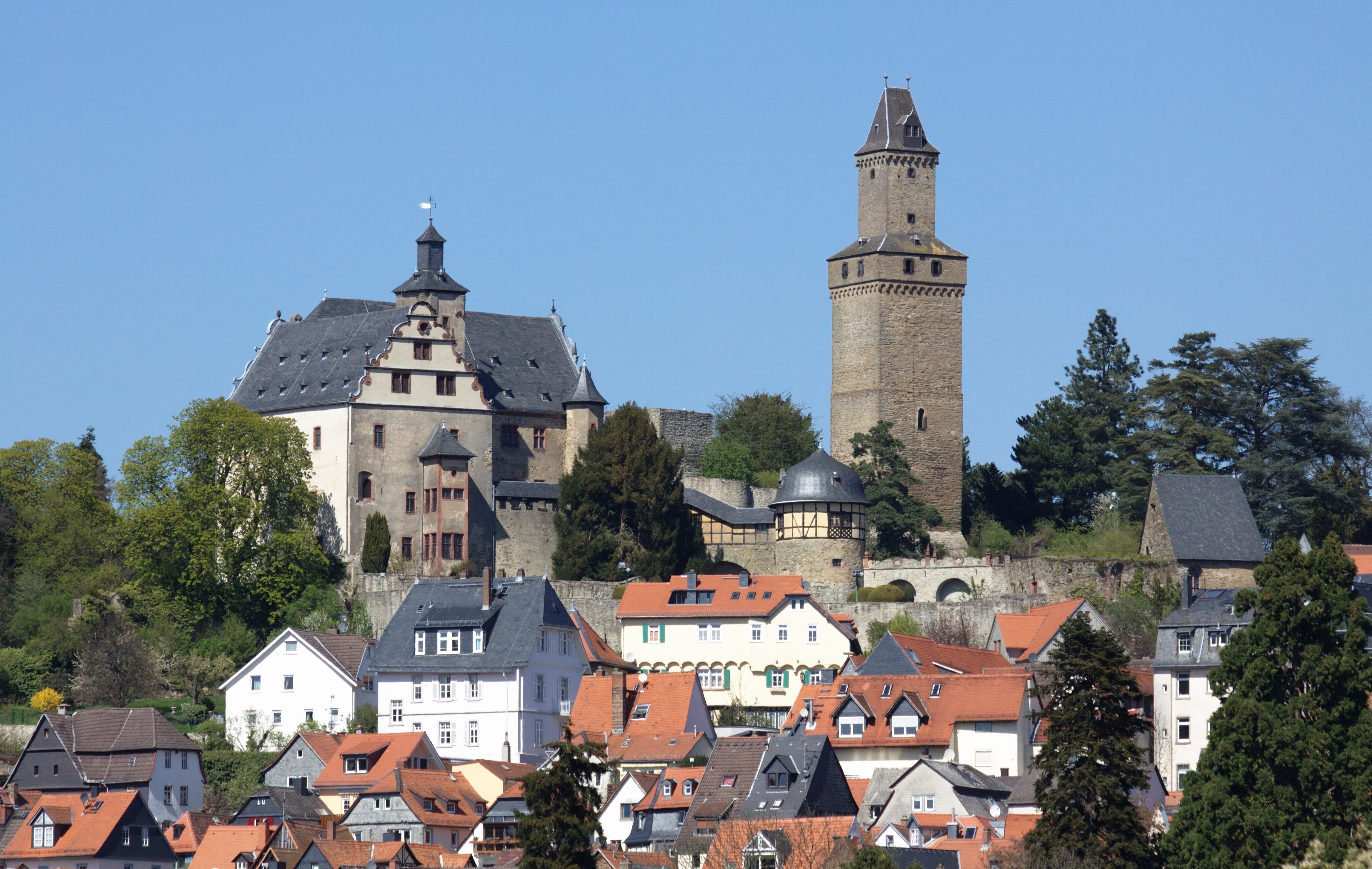
Thành trì Kronberg.

### Các thành phố bên cạnh
Kronberg có danh giới ở phía bắc và phía đông với Oberursel, ở phía đông nam với Steinbach, ở phía tây với Königstein cũng như ở phía nam với Eschborn và Schwalbach (cả hai ở Main-Taunus-Kreis).

### Phân chia
Kronberg chia làm 3 phần: Kronberg (8015 Einwohner), Oberhöchstadt (6211 Einwohner) và Schönberg (3833 Einwohner) (Stand: 31. Dezember 2009).

### Sơ hình thị trấn

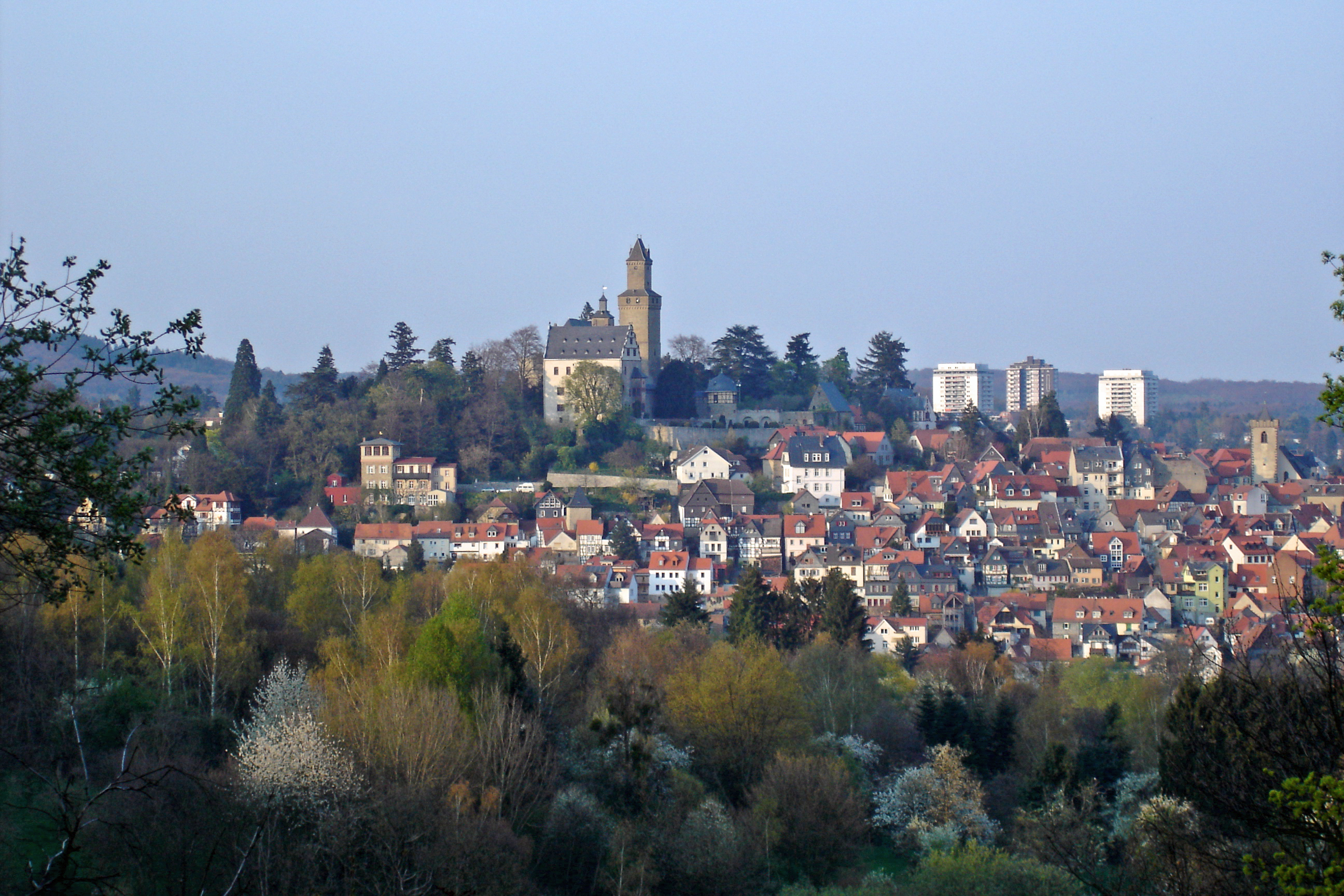
Phố cổ và thành trì Kronberg

Kronberg nằm ở chân núi Taunus, bao quanh bởi các khu rừng ở phía bắc, phía tây và phía đông. Bên cạnh khu phố cổ được bảo quản tốt với lâu đài Kronberg và tháp tự do, tòa nhà cổ nhất của thành phố từ thế kỷ 13 đến thế kỷ 16, "Hellhof" (được xây dựng bởi các hiệp sĩ Kronberger gọi là Adelshof, lần đầu tiên được đề cập trong năm 1424, ngày nay được xây dựng lại thành một phòng trưng bày), "Recepturhof" (nhà quản chính Kurmainz), nhà thờ Tin lành của Thánh Gioan năm 1440, "Streitkirche" từ năm 1758 còn có lâu đài Friedrichshof (1889-1893, từ năm 1954 "Schlosshotel Kronberg"), Viktoriapark, Rừng hạt dẻ, vườn cây ăn trái và suối khoáng Kronthal trong Kronthal Quellenpark đáng để đề cập đến.

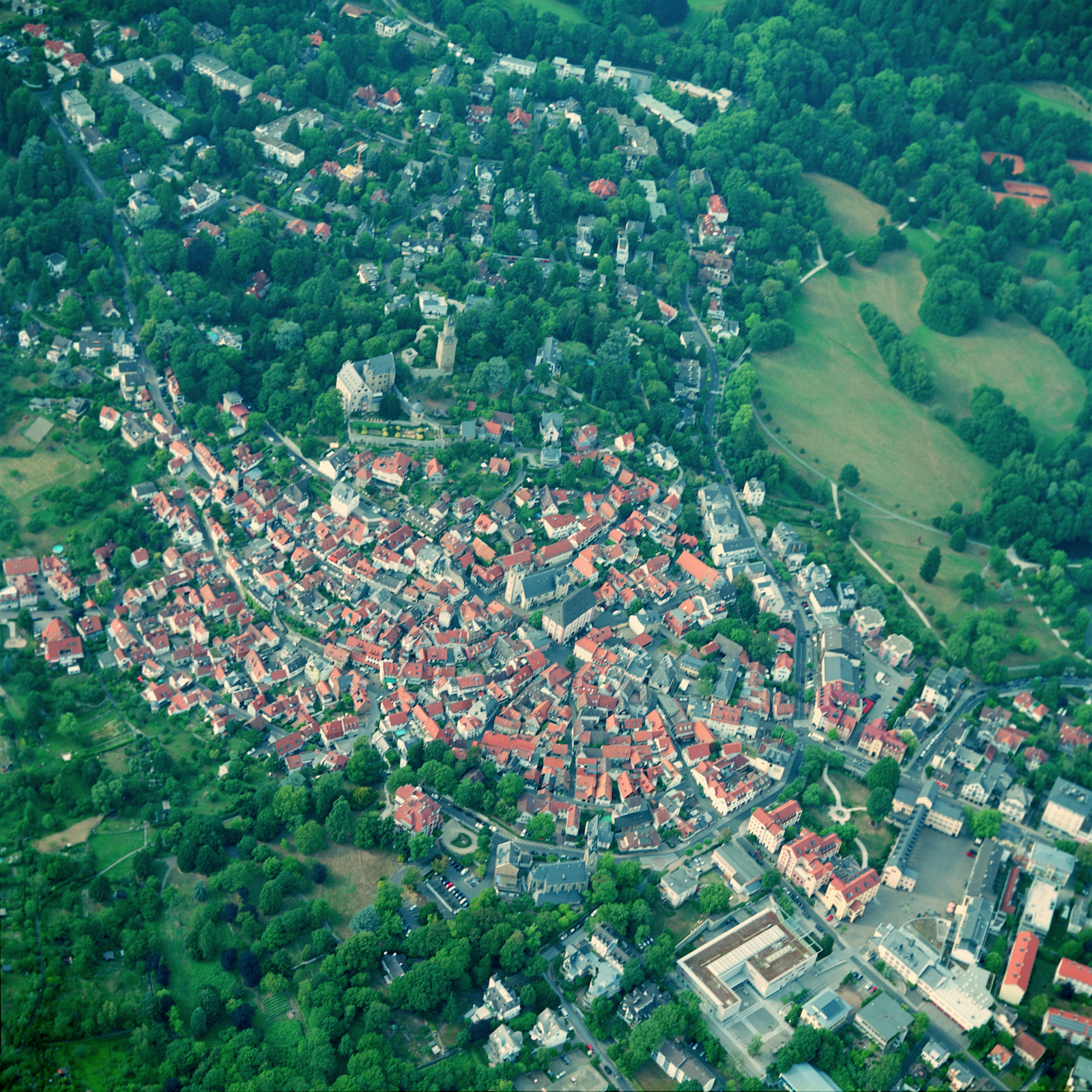
Phố cổ và thành trì chụp từ trên trời

Từ ngày 28. tháng 6 năm 1966, Kronberg được chính thức công nhận là nơi nghỉ mát.